# Pauline Allen Gill Sullivan
Pauline Allen Gill Sullivan (geboren als Pauline Allen Gill am 25. Januar 1918 in Terrell (Texas); gestorben am 6. November 2006 in Dallas) war eine amerikanische Kunstsammlerin und Mäzenin.

## Leben
Pauline Allen Gill kam 1918 als Tochter von Ben L. Gill Junior und seiner Frau, die ebenfalls Pauline Allen Gill hieß, in Terrell im texanischen Kaufman County zur Welt. Ihre Mutter starb, als sie acht Jahre alt war. Danach wurde sie von ihrem Vater und den Großeltern mütterlicherseits erzogen. Nach dem Besuch der Terrell High School wechselte sie auf die Hockaday School in Dallas. Anschließend studierte sie Englische Sprache an der University of Texas at Austin, wo sie 1939 den Abschluss Bachelor of Arts erreichte. 1940 heiratete sie William P. Clements Junior. Aus dieser Ehe gingen zwei Kinder hervor. Das Paar ließ sich 1975 scheiden. 1979 heiratete sie in zweiter Ehe Roger C. Sullivan.
Sie begründete 1975 die Pauline Allen Gill Foundation und war deren langjährige Präsidentin. Diese Stiftung unterstützt Projekte in verschiedenen gemeinnützigen Bereichen. So finanzierte die Foundation beispielsweise die nach ihrem Vater benannte Sport- und Freizeitanlage Ben Gill Park in Terrell und vergab Gelder für die Krebsforschung. Über mehrere Jahrzehnte galt ihr Interesse der Kunst. Sie engagierte sich in unterschiedlicher Weise für das Dallas Museum of Art und wirkte dort mehr als 30 Jahre als Trustee. In dieser Rolle unterstützte sie maßgeblich den Umzug des Museums vom vorstädtischen Fair Park in einen Neubau in der Innenstadt von Dallas. Ihre private Kunstsammlung umfasste vor allem Werke europäischer und amerikanischer Künstler des 19. und 20. Jahrhunderts. Über die Pauline Allen Gill Foundation kamen eine Reihe von Werken amerikanischer Künstler aus ihrem Besitz als Stiftung in die Sammlung des Museums. Dazu gehörten die Bilder Miss Dorothy Quincy Roosevelt (later Mrs. Langdon Geer) von John White Alexander, Captain John Pratt von Ralph Earl, Lady with a Red Hat (Portrait of Maggie Wilson) von Frank Duveneck, Rachel Leeds Kerr von Charles Willson Peale, Fruit Still Life with Champagne Bottle von Severin Roesen sowie die beiden Gemälde Mary Harvey, Mrs. Paul Beck, Jr. und Cinderella at the Kitchen Fire von Thomas Sully. Eine weitere Stiftung war das Gemälde La Visite des Belgiers Alfred Stevens. Die Pauline Allen Gill Foundation stellt darüber hinaus einige Werke aus der ehemaligen Privatsammlung dem Museum als Dauerleihgabe zur Verfügung. Dazu gehören die Gemälde The Reading Lesson von Mary Cassatt, Stillleben mit Paprika von Camille Pissarro und Der Trompeter von Édouard Manet.

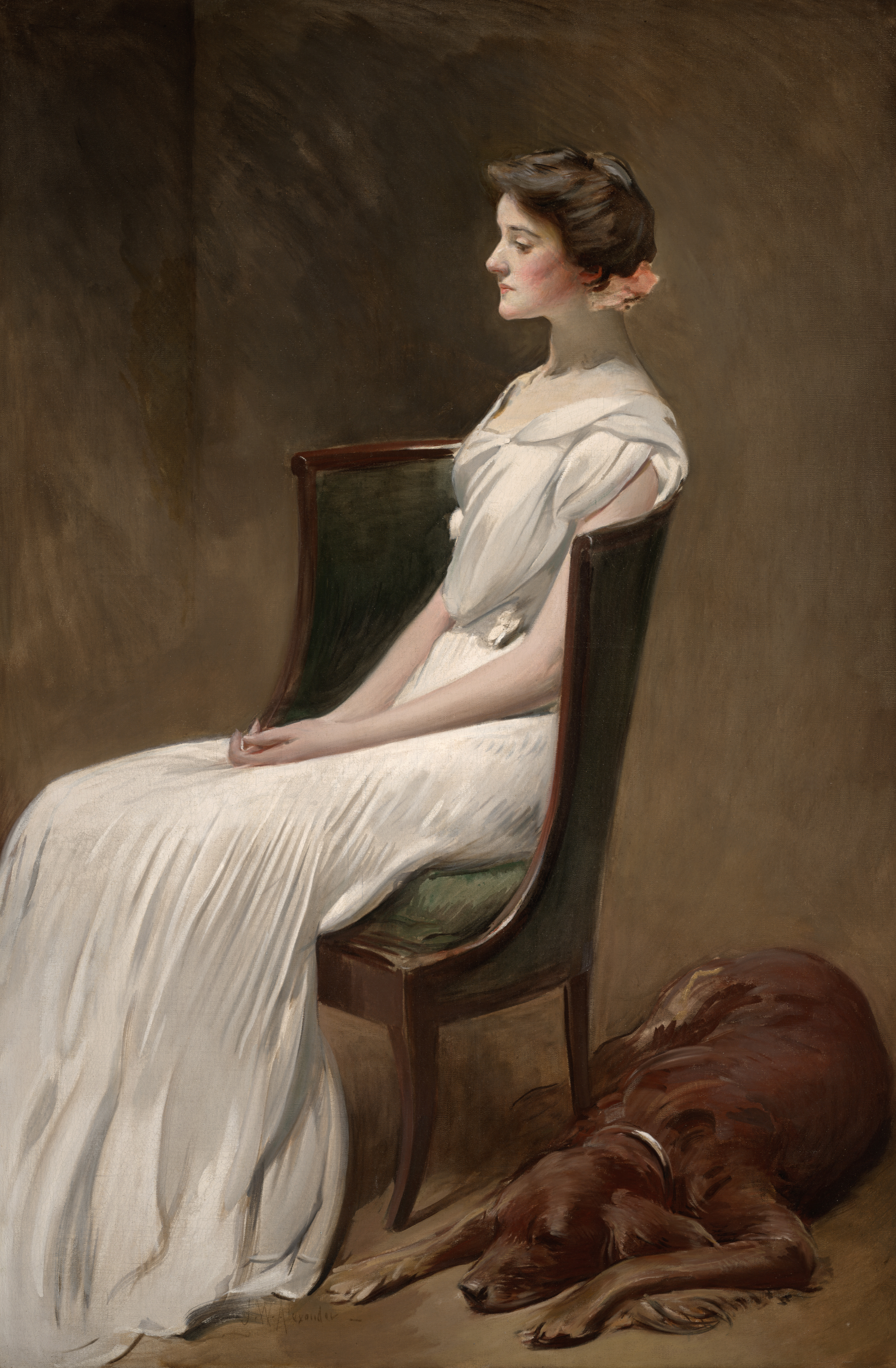
John White Alexander: Miss Dorothy Quincy Roosevelt (later Mrs. Langdon Geer)
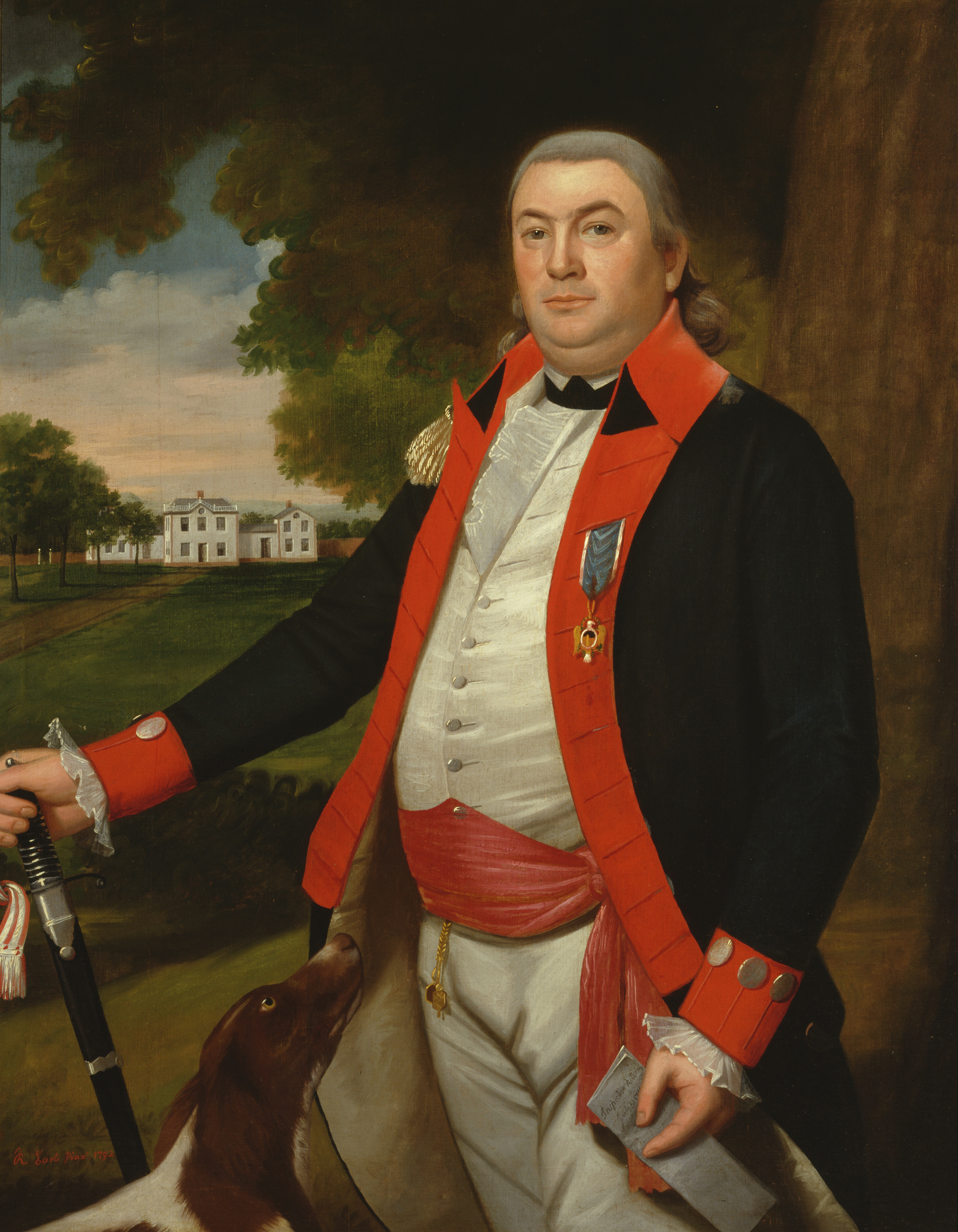
Ralph Earl: Captain John Pratt
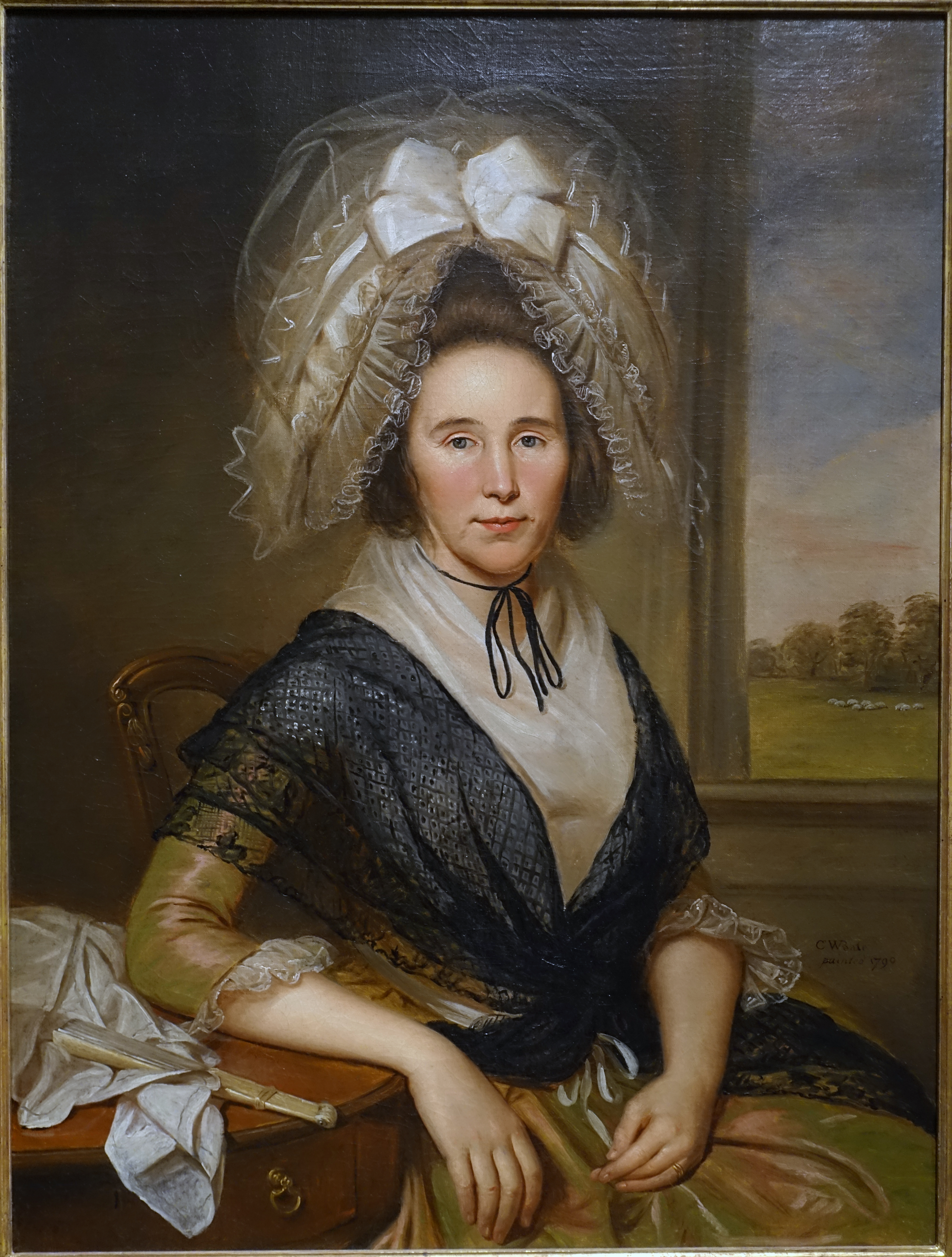
Charles Willson Peale: Rachel Leeds Kerr
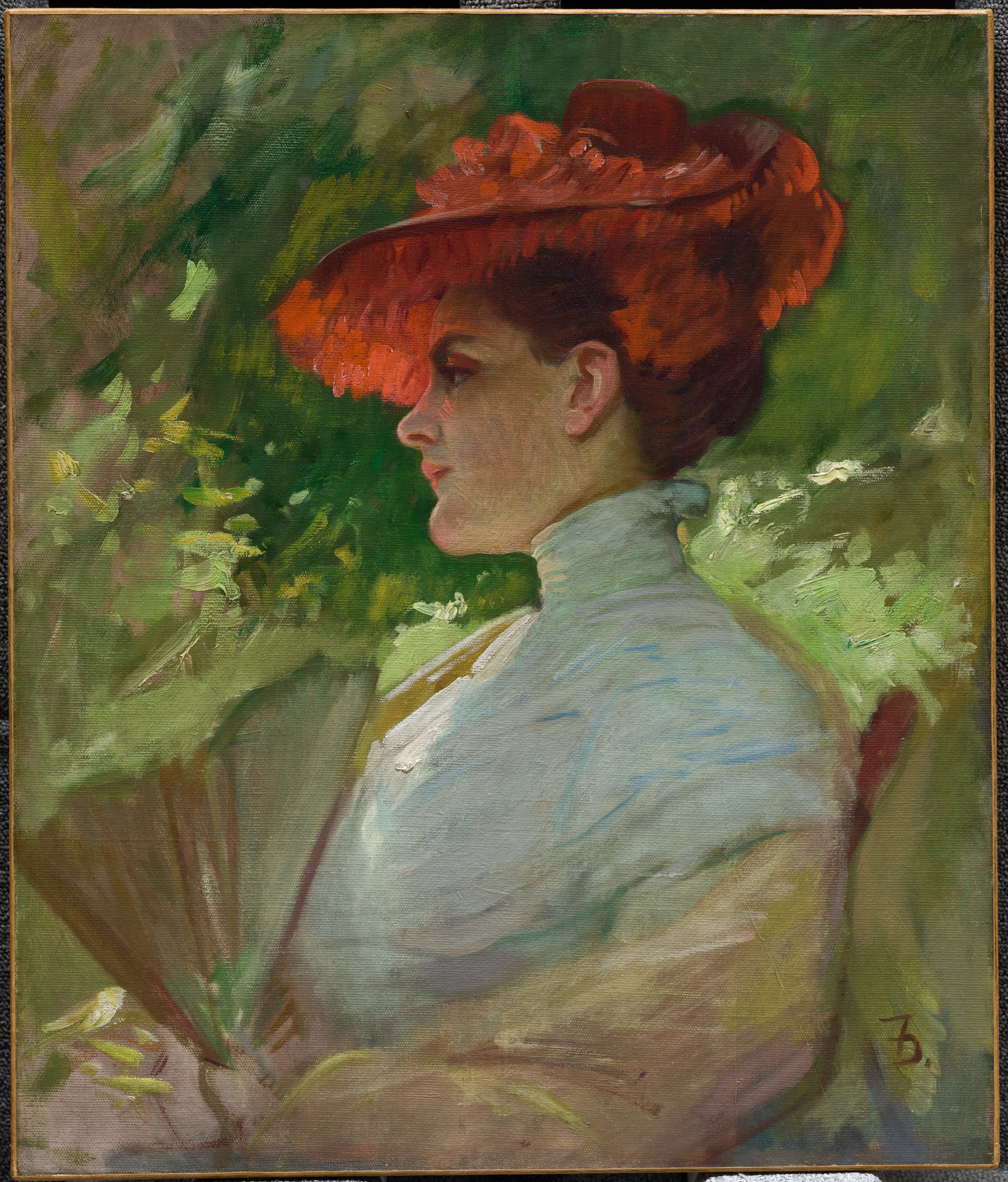
Frank Duveneck: Lady with a Red Hat (Portrait of Maggie Wilson)
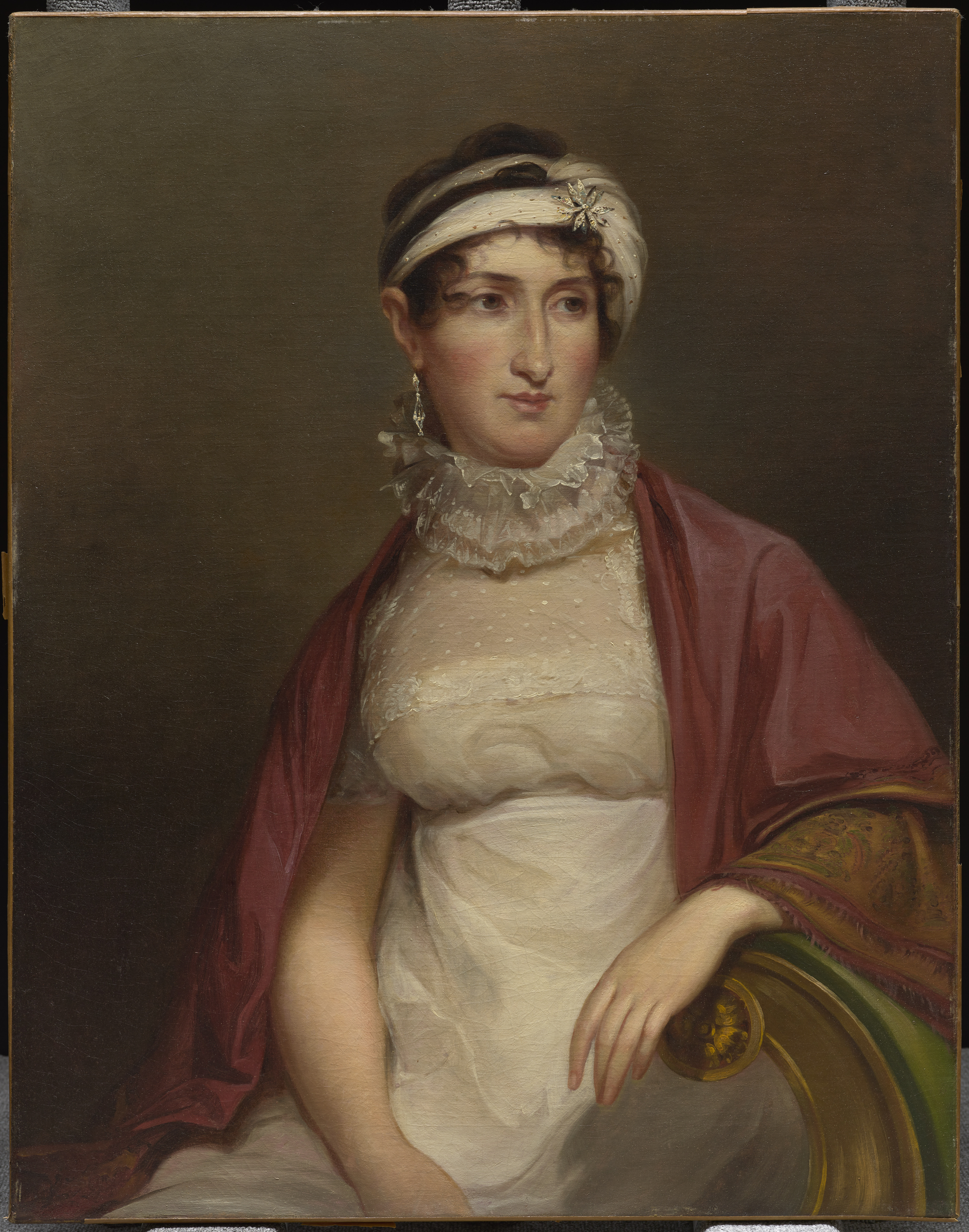
Thomas Sully: Mary Harvey, Mrs. Paul Beck, Jr.
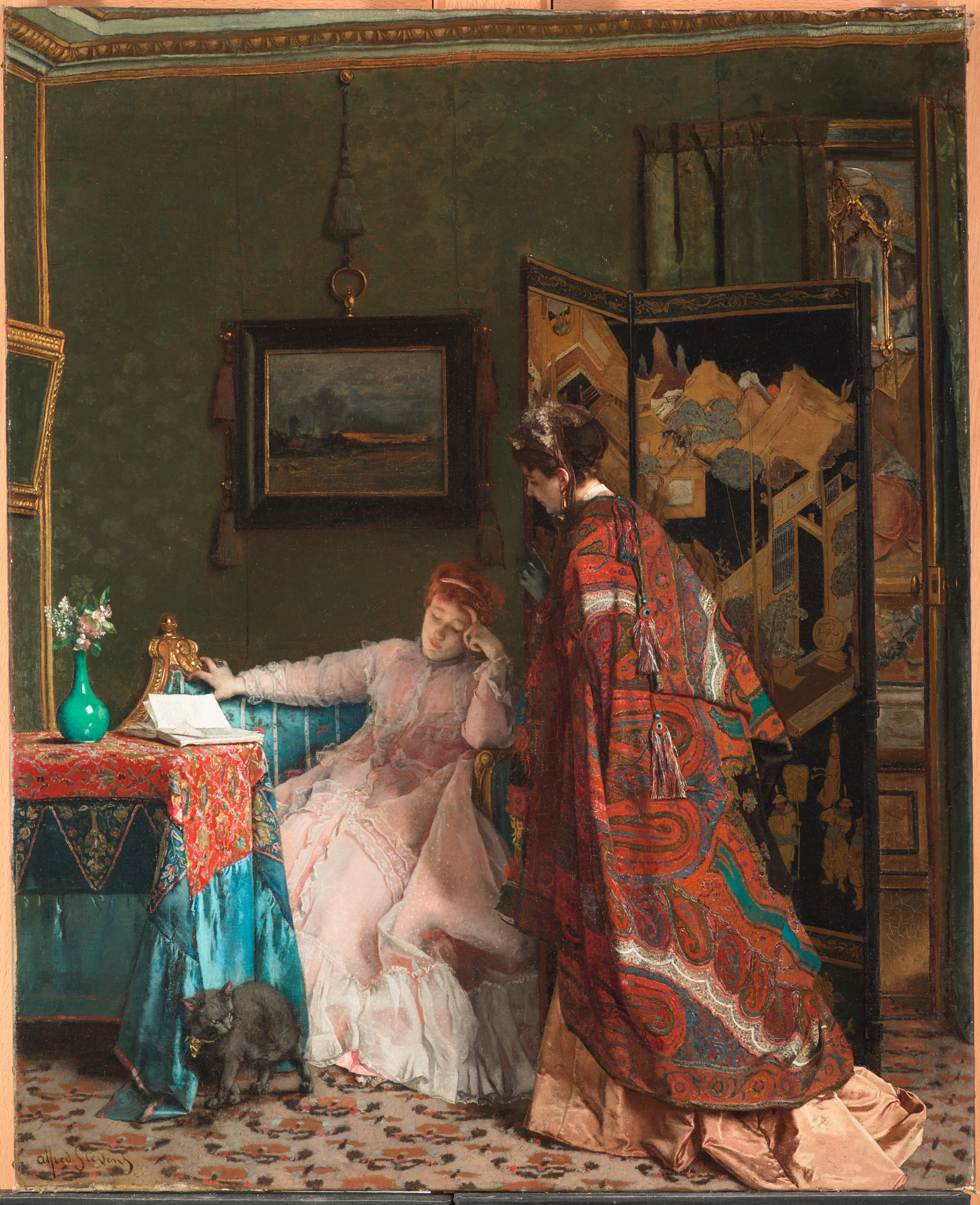
Alfred Stevens: La Visite
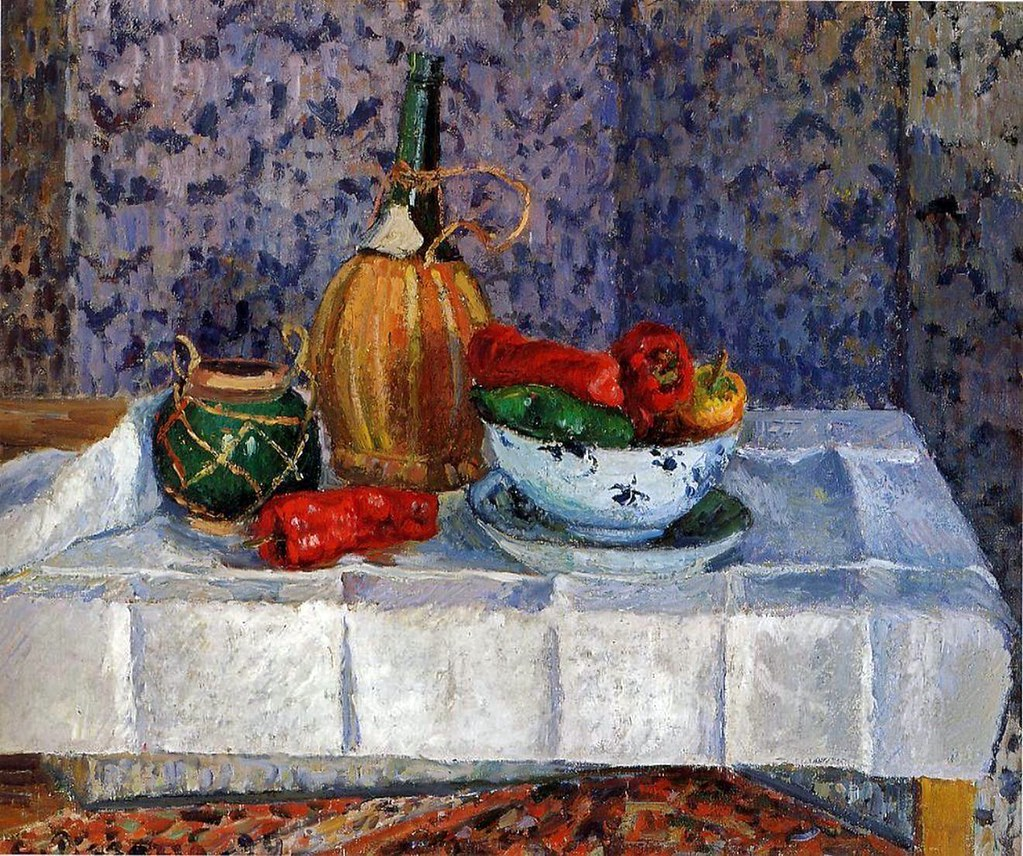
Camille Pissarro: Stillleben mit Paprika
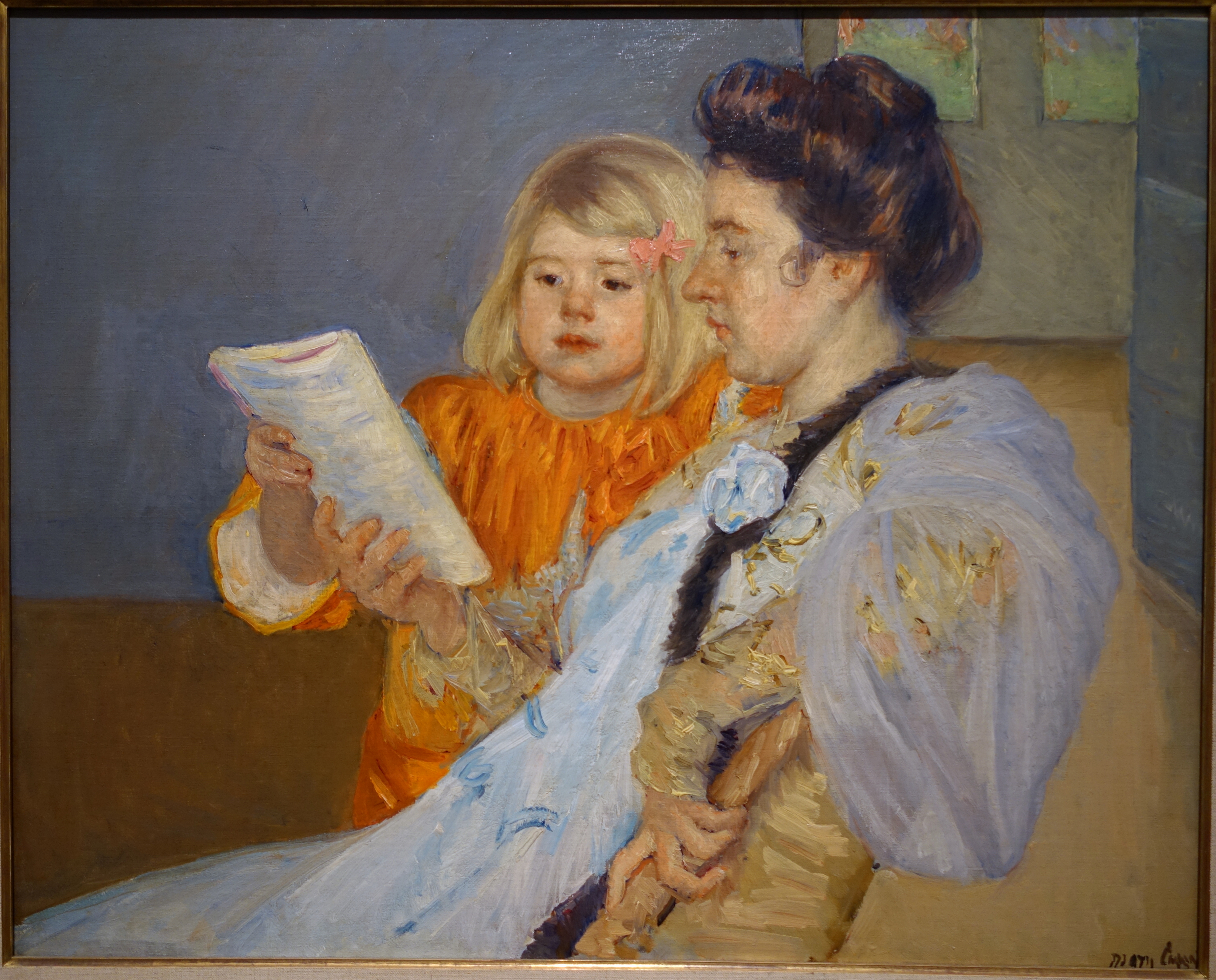
Mary Cassatt: The Reading Lesson
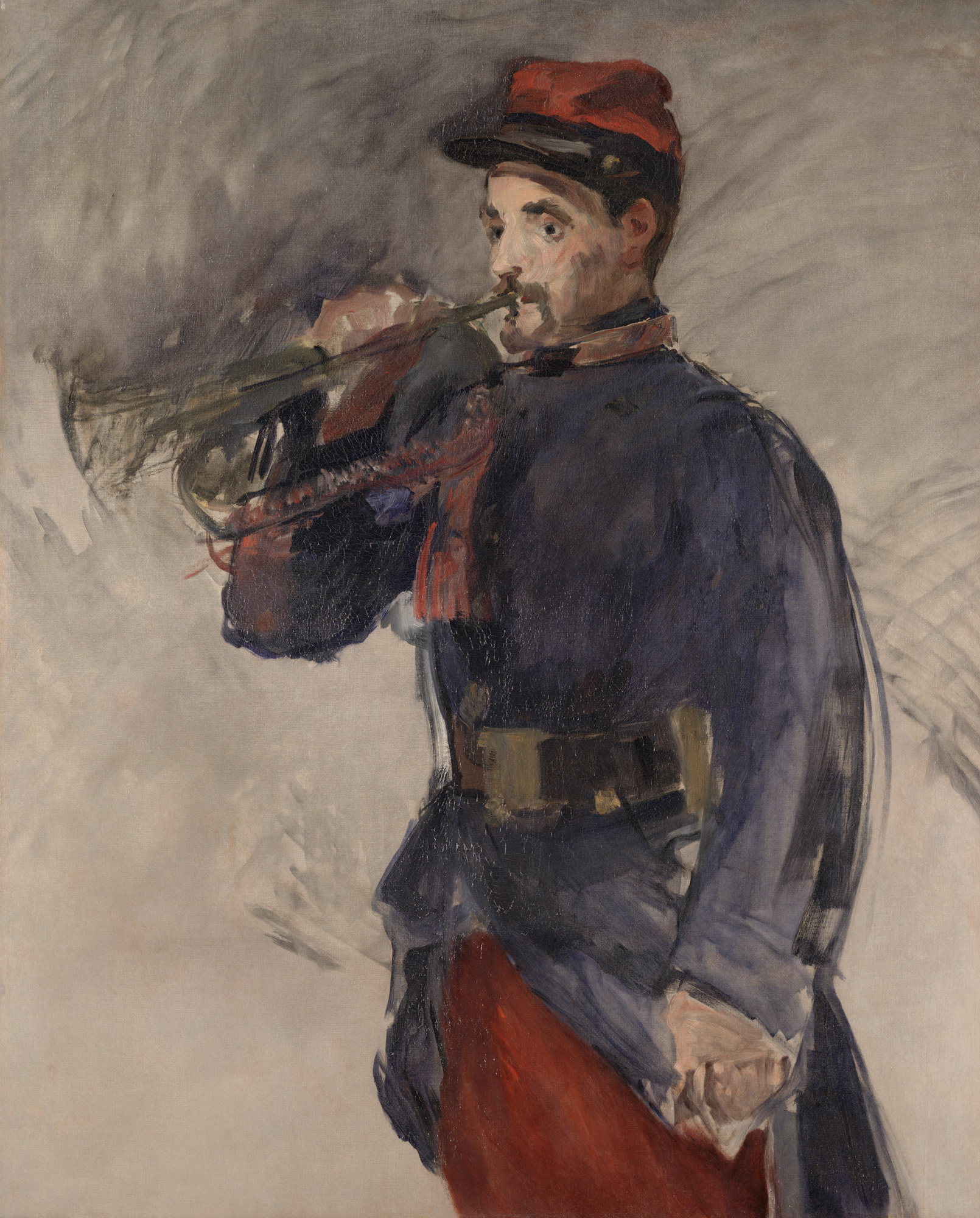
Édouard Manet: Der Trompeter

Pauline Allen Gill Sullivan war Mitglied in zahlreichen Vereinigungen, darunter die Daughters of the American Revolution und die Daughters of the Republic of Texas. Zudem gehörte sie dem University of Texas Chancellor’s Council an. Sie starb 2006 in Dallas. Ihr Grab befindet sich auf dem Oakland Memorial Cemetery in Terrell. Ihre Familie stiftete zu ihren Ehren an der University of Texas das Stipendium Pauline Allen Gill Forty Acres Scholarship. Im Dallas Museum of Art ist die Stelle des Pauline Gill Sullivan Associate Curator of American Art nach ihr benannt. Das Museum widmete der langjährigen Unterstützerin des Museum 2007 eine Sonderausstellung.